# 敖幼祥
敖幼祥（1956年10月26日—），台灣漫畫家，生於臺北縣中和鄉（今新北市永和區）。代表作《烏龍院》，累计销量已经超过4,300万册。同时敖幼祥也像《乌龙院》大师兄一样，人称大师兄。获得了“亚运志愿者名人堂”代表。第 5 屆金漫獎頒獎特別貢獻獎。民國七十二年開始在報上連載四格漫畫。 成名隱居花蓮後，被國立東華大學校長趙涵捷發掘聘任，開設《圖像創意與漫畫製作》、《烏龍院動漫獎學金課程：動漫造型與設計研究》等課程，並於2020年獲頒國立東華大學榮譽校友。

## 经历

### 童年时代
敖幼祥的父亲是建筑师，母亲是家庭主妇， 在全家4个兒子裡排行最小。10岁时，患上严重的哮喘病，走楼梯走几个台阶就得停下来緩口气。因为哮喘病經常需要吃药、打針，導致上学后经常向学校请病假，也因此落後不少課業，期末考试时老师不认识他，他也不认识老师。与同学之间疏远的人际互動以及倒数的考试成绩，都让年幼的敖幼祥无法承受，令他觉得有挫折感，开始畏惧学校。在家养病时因为哥哥们要去上学，爸爸要去上班，妈妈要忙著操持家务，所以常常一个人独处，长此以往导致他性格孤僻。不过在其兄长的开导下，敖幼祥开始拿起画笔涂鸦，从此一发不可收拾，报纸、杂志封面、废纸只要是能画画的地方都被他拿来创作了。
小学四年级时，敖幼祥用作业本创作了他的“第一本”漫画，取名叫《我的老师是女鬼》，当时班上同学各个都看过这本漫画，但正当他乐在兴头时，真正的女主角——班主任出现了，顿时整个班级鸦雀无声，接着这本《我的老师是女鬼》就被班主任撕成碎纸片，恼羞成怒的班主任还用藤条狠狠的打了敖幼祥的手。敖幼祥后来回忆道此事时说：“至今我已经出版了143本漫画，但最怀念的还是那本空前绝后的小小作业本。”

### 少年时代
小学毕业后，因其父母一直反对他画漫画，所以敖幼祥并没有进入他梦寐以求的美工科系学习去继续他的漫画梦，而是进了中國海事专科学校。由于和自己的志向相差太大，加上这所学校是个“流氓学校”，在第一年里敖幼祥根本无心学习，索性加入了“混混”行列，以前内向寡言的他学会了喝酒、抽烟、飞车、群殴，当时他觉得是一种发泄不满的方法。
到了第二年，敖幼祥愈发觉得这种生活根本麻痹不了自己，他把目标转回了他的漫画梦，叛逆心理使他在一次群殴后毫不犹豫地站出来顶罪，学校把他开除了，这年他16岁。

#### 学徒
被开除后敖幼祥回家与父亲大吵一架后离家出走，白天他在一家卡通动画公司当学徒，晚上去美工学校读夜校，白天的薪水只够他交学费，有时候他母亲会偷偷跑去看望他并给他生活费。
在当学徒时他拼了命的画，常常一画就是20小时，画累了趴桌上小憩一会儿，醒了就继续画，同事们都觉得他“太辛苦了”，但他却说“我很幸福”，因为是做自己喜欢的东西。
敖幼祥的勤奋和能干，得到了动画公司老板的器重，使他不到两年时间便升为学徒中的“队长”，但眼睛的近视度数从450度加深为1050度。

### 《乌龙院》成功
1980年，在做了七年多学徒后，一次巧合的机会让他认识了一位《中国时报》编辑，这名编辑帮助敖幼祥的四格漫画作品《烏龍院》在《中国时报》上专栏连载，一时间“敖幼祥”三个字红遍台湾。1983年《乌龙院》发行后他说“我红到连自己叫什么都忘记了。”1985年，日本講談社《Morning》月刊開始連載《乌龙院》。
《乌龙院》不仅使得敖幼祥名利双收，还使敖幼祥与父亲的关系大大改善，敖爸爸开始慢慢接受儿子和他的漫画，他虽然很少当着敖幼祥面夸奖他，但逢人便指着报纸上的漫画和作者姓名自豪的说：“这是我的小儿子！”
但《乌龙院》的走红也带给敖幼祥压力，敖幼祥说：“红得受不了了，几次想过自杀。”工作上的繁忙导致对家人的疏远，一个月只能见几次面的女儿都对他很陌生。与出版社的矛盾、合约纠纷、《乌龙院》盗版问题等等，使得迫于压力的敖幼祥把公司全部职员辞掉，并把公司关闭，一个人到花蓮海边隐居。

### 成为老师
隐居期间國立東華大學的校长找到敖幼祥，邀请他到学校教书。于是，敖幼祥在國立東華大學开设了《图像创意与漫画制作》。在教了三年大学生后，敖幼祥自己开设了一个“幼儿漫画班”，这时候教书成了他生活的重心。

### 重出江湖
2001年敖幼祥将旧版《乌龙院》，全部142本漫画、以及130集Flash动画著作权一次性卖给了台湾某公司，合约期长达作者死后再加50年的时间，而转让价格只有300万新台币，由于该公司经营不善，并没有对《乌龙院》等作品进行发行，敖幼祥将此公司告上法庭。这年敖幼祥45岁，他决定“重出江湖”，继续完成他的漫画梦。2002年10月，看好中国漫画市场的敖幼祥在广东省珠海市创建了自己的漫画工作室，2003年12月将工作室转到广州市，2005年在浙江省舟山市的一个小岛上创作出了《乌龙院大长篇》。

### 官司胜利
2005年9月，敖幼祥与台湾某公司的著作权纠纷案一审宣判结果为敖幼祥胜诉，包括142本漫画版权在内著作权全部收回归敖幼祥所有。

### 《乌龙院大长篇》完结
2012年5月，《乌龙院大长篇》以4868页宣布完结，为兩岸三地原创漫画最长纪录。2005年敖幼祥开始创作此漫画，到2012年一共在漫画杂志《漫画世界》上连载了7年时间。

## 作品列表
- 《皮皮》，1981年起於台灣《民生報》連載，初名「超級狗」，後以「超級狗皮皮」名稱發行單行本。
- 《烏龍院》，1983年起於台灣《中國時報》連載。
- 《可乐星球》
- 《年大王》为一只绿色的恐龙，热爱艺术和美食、喜欢各种浪漫的幻想，还是个环保主义者，然而在现实生活中却常闹出一连串的乌龙事件。
- 《快乐天堂》
- 《黑柠檬》
- 《漫画中国成语》
- 《乌龙动物园》获得了台湾“国立编译馆年度优良漫画图书首奖”，把动物知识画成漫画，搭配乌龙院师徒们的解说。共7卷。
  - 《乌龙院動物星球》《烏龍院 動物星球》系列共有七冊，《烏龍院 動物星球1：恐龍》、《烏龍院 動物星球2：哺乳動物I》、《烏龍院 動物星球3：哺乳動物II》、《烏龍院 動物星球4：鳥》、《烏龍院 動物星球5：昆蟲爬蟲》、《烏龍院 動物星球6：魚》、《烏龍院 動物星球7：瀕臨絕種的動物》
- 《阿波球经》，與體育記者黃瑛坡合作的棒球評論漫畫。
- 《一只叫做扁食的猫》是敖幼祥的半自传式漫画，摘选多则敖幼祥的作品，“扁食”则是一种台湾传统小吃。
- 《龟兔赛跑现场推论》把龟兔赛跑的传说，改造成一个多角度的益智游戏。
- 《快乐营/囧囧乌龙兵》设定在久远的古代，中原和蛮族进行一场战争，共四卷。
- 《龟兔赛跑剧情版》采用多格漫画形式表现，将乌龟战胜兔子的理由用58个主题的演绎。为龟兔赛跑现场推论的姐妹篇。
- 《乌龙院名作剧场》分为御兽园与七鲜鱼丸，前者讲武松第三十八代玄孙武胆父女到石头城，在菜市场卖活虎。所幸老虎被菜捕头和乌龙院师兄弟及时救下，但钱来也和老爹钱多多却想利用武胆父女去御兽园盗取三角龙。……最后武胆父女也决定改变做御兽园的护园武师。
- 《乌龙院爆笑漫画》长眉师父和胖师父在四十年前同时爱上相思夫人，两位师父就成了豆腐情敌。
- 《阿咪子故事会》是作者自己的自传式绘本，其中“阿咪子”是上海话“最幼小”的意思。[參⁠ 17]。也有包括阿扁的扁鼻子、爱现的小青蛙、不走运的大丙、超级萝卜、超人的烦恼、吹牛先生、错错国王、大师兄的康乃馨等多个故事。
- 《乌龙院四格漫画》
- 《乌龙院大长篇》
- 《酷头哈妹》讲述的是在珲良墩中学的师生一面学习，一面挑战时尚的趣闻轶事。
- 《超人第三波》
- 《逃离恐怖岛》是以禁毒为题材的漫画。构思了一个恐怖岛，任何人只要被毒魔引到这个岛上，就要被榨干生命。
- 《雷人漫画》共《酷刑100》、《人蚊血战100》、《公车糗事》、《相亲尴尬100》四本，其中第一本讲述蔡捕头在刑事房逼供的一百招。
- 《爆笑乌龙院》
- 《短路西游》改编自西游记，其中唐僧被画成一只绿龟， 敖幼详在九十年代初的作品。
- 《泡面超人》
- 《苦刮堂》單格漫畫嘲諷時事，作者希望透過畫筆畫出人民的聲音，強調「人民有苦，本堂必刮。」
- 《漫画台湾棒球史》
- 《安古蘭遊記》[參⁠ 18]
- 《乌龙美少女》有“女版乌龙院”之称
- 《乌龙小拳王》作者亲自监制的“少年乌龙院”[參⁠ 19]
- 《乌龙院交换卡牌游戏》
- 《小狗少棒队》
- 《糗王》

## 备注
1. ↑  此话为敖幼祥在2002年11月20日“创作随笔”中提到
2. ↑   註: